# Lonicera tatarica
Lonicera tatarica е вид покритосеменни растения от род орлови нокти (Lonicera) на семейство Бъзови (Caprifoliaceae).
Lonicera tatarica представлява изправен храст, висок до 4 m, с продълговато яйцевидни, в основата леко сърцевидни, синкавозелени, а отдолу сивозелени листа. Цветовете са с твърде променлива окраска – от бели до тъмночервени, появяващи се през май-юни. Плодовете узряват през юли-август. Представляват яркочервени ягоди.
Lonicera tatarica произхожда от континенталните части на Източна Европа и Южен Сибир. В България се отглежда като парково растение, което проявява висока сухоустойчивост и студоустойчивост. Понася добре подстригването. Използва се за групови засаждания и живи плетове, за укрепване на брегове на слънчеви изложения.